# Skokie
Skokie è un comune (village) degli Stati Uniti d'America, della contea di Cook, appartenente allo Stato federato dell'Illinois. Situata a nord Chicago è la naturale prosecuzione a nord della metropoli. A parte un'unica eccezione le stesse strade che l'attraversano provenienti da Chicago, mantengono il loro nome anche nel tratto interno a Skokie.
Nato come Niles Centre, poi americanizzato in Niles Center, per evitare confusione con la vicina Niles venne deciso di cambiarle il nome. Con un referendum tra i residenti, nel 1940, "Skokie" ("fuoco" nella lingua locale dei nativi americani) ebbe la meglio su "Devonshire".